# Press (Cardi B)
Press è un singolo della rapper statunitense Cardi B, pubblicato il 31 maggio 2019.

## Pubblicazione
Nel dicembre 2018, la rapper ha postato un video su Instagram dove rappava una parte della canzone. Ha poi affermato che l'avrebbe pubblicata presto, ma alla fine ha deciso di optare per il video di Money al suo posto. Il 27 maggio 2019 ha annunciato sui suoi social media che Press sarebbe uscito lo stesso venerdì. Ha inoltre reso nota anche la copertina, che la rappresenta mentre esce dal tribunale, accompagnata da un gruppo di uomini e paparazzi, completamente nuda.

## Accoglienza
La canzone ha ricevuto recensioni generalmente positive e i critici hanno in particolare notato l'evoluzione dell'atteggiamento della rapper riguardo ai media nel testo rispetto a canzoni precedenti come Bartier Cardi e alla sua strofa in Clout, collaborazione con il marito Offset. Scrivendo per NME, Sam Moore l'ha definita «provocatoria», Lars Brandle di Billboard ha osservato che Cardi B intende «tirare dritto» tra «cattiva stampa, nemici e litigi». Michelle Hyun Kim di Pitchfork ha notato che la rapper è «completamente pronta a rispondere a tutti i detrattori», lodando le sue capacità di rappare pur criticando i versi in cui si vanta dei suoi soldi e delle sue abilità sessuali.

## Promozione
La rapper si è esibita per la prima volta in televisione con Press ai BET Awards 2019, insieme a una performance di Clout con il marito Offset.

## Video musicale
Il video musicale è stato pubblicato il 26 giugno 2019. Ha generato diverse controversie: in esso, Cardi B e le sue ballerine vengono mostrate completamente nude, con una parziale censura. Metro l'ha definito «il video più scioccante» della rapper.

## Tracce
Testi e musiche di Belcalis Almanzar, Derrick Carrington Gray, Dwane Marshall Weir II, Klenord Raphael, Lewdini e Marcus Darnell Slade.
1. Press – 2:23

## Formazione
- Cardi B – voce
- Slade Da Monsta – produzione
- Key Wane – produzione
- Colin Leonard – mastering
- Leslie Brathwaite – missaggio

## Successo commerciale
Press ha debuttato alla 16ª posizione della Billboard Hot 100 statunitense, diventando la tredicesima top twenty della rapper. Nella sua prima settimana è stata scaricata 20 000 volte, entrando alla 7ª posizione della classifica digitale, e ha accumulato 22,2 milioni di riproduzioni in streaming, grazie ai quali è entrata alla 10ª nella Streaming Songs. Ha inoltre ottenuto un'audience radiofonica di 7,1 milioni di ascoltatori.
Nel Regno Unito il singolo ha debuttato alla 44ª posizione della Official Singles Chart con 12 368 unità vendute durante la sua prima settimana, diventando il quindicesimo ingresso in classifica della rapper.

## Classifiche
| Classifica (2019) | Posizione massima |
| ----------------- | ----------------- |
| Australia         | 65                |
| Canada            | 37                |
| Francia           | 158               |
| Grecia            | 15                |
| Irlanda           | 38                |
| Lituania          | 34                |
| Portogallo        | 91                |
| Regno Unito       | 44                |
| Stati Uniti       | 16                |
| Svizzera          | 97                |